# Біляївка (футбольний клуб)
«Біляївка» — аматорський український футбольний клуб з однойменного міста. Виступає в чемпіонаті та кубку Одеської області.

## Історія
Команду було засновано в 2002 році в місті Біляївка. Вже в своєму дебютному сезоні біляївці заявилися на чемпіонат області, де посіли високе 3-тє місце, а в обласному кубку дійшли до 1/2 фіналу. Наступного сезону ФК «Біляївка» оформила «золотий дубль», перемігши як у чемпіонаті та і в кубку області. У 2004 році біляївці тріумфували в кубку, а в чемпіонаті — в останньому турі втратили перше місце й завоювали срібні медалі першості. У 2005 році «Бііляївка» була другою як у чемпіонаті, так і в кубку області. 
У 2006 році керівництво клубу вирішило заявити команду до аматорського чемпіонату України. Напередодні старту біляївців в турнірі на посаду головного тренера команди було запрошено Івана Жекю, під керівництвом якого клуб посів високе 6-е місце в цьому турнірі серед 24-х команд-учасниць. У 2007 році Іван Жекю залишив посаду головного тренера, через зміну тренера «городяни» в обласному чемпіонаті посіли 2-е місце, а в кубку області вилитіли вже на стадії 1/2 фіналу. На початку 2008 року Жекю повертається на посаду головного тренера. У 2008 році біляївці в останньому турі виривають перемогу в чемпіонаті Одещини, але в кубку області припиняють боротьбу, як і минулого року, в півфіналі. 

## Досягнення
- Чемпіонат Одеської області
  -  Чемпіон (2): 2003, 2008
  -  Срібний призер (3): 2004, 2005, 2007
  -  Бронзовий призер (1): 2002

- Кубок Одеської області пам'яті М. Трусевича
  -  Володар (3): 2003, 2005[1], 2009
  -  Фіналіст (1): 2004

## ДЮСШ та молодіжна команда
У місті функціонує ДЮСШ, яка активно співпрацює з ФК «Біляївкою». З 2006 року її очолив Іван Жекю. Дитячі команди 1994/95 та 1995/96 років народження, сформовані на базі ДЮСШ, виграли першість України серед сільських команд під назвою «Даруємо радість дітям».
Друга команда «Біляївки» бере участь у першості Біляївського району, вкомплектована ця команда переважно з молодих футболістів (17-18 років).

## Відомі гравці
- Белмохтар Саїд
- Дмитро Горбатенко
- Олександр Козакевич
- Юрій Нікітенко
- Ігор Покаринін
- В'ячеслав Терещенко
- Олександр Холоденко
- Юрій Яськов
- Володимир Пошехонцев

## Відомі тренери
- В'ячеслав Терещенко